# Pierre Kerkhoffs
Pieter Johannes Elisabeth „Pierre“ Kerkhoffs (* 26. März 1936 in Geleen, Niederlande; † 19. Oktober 2021) war ein niederländischer Fußballspieler.

## Karriere
Pieter Johannes Elisabeth Kerkhoffs war der Sohn eines Bergarbeiters aus der Region der niederländischen Staatsminen in der Provinz Limburg. Er begann seine Laufbahn beim regionalen Club Maurits. Später ging er zu den Enschedese Boys, und von dort zum Lokalrivalen Sportclub Enschede, für den er von 1959 bis 1961 spielte; in seiner ersten Saison lief er dort neben Altstar Abe Lenstra auf. Anschließend wechselte der Stürmer als Nachfolger von Piet Kruiver zur PSV Eindhoven. Er eroberte direkt einen Stammplatz, erzielte 19 Tore und wurde mit PSV niederländischer Vizemeister. In der folgenden Saison 1962/63 gewann PSV die Meisterschaft, Kerkhoffs wurde mit 22 Toren Topscorer der Eredivisie. Er spielte eine weitere Saison in Eindhoven und ging anschließend in die Schweiz zu Lausanne Sport, für die er von 1964 bis 1971 spielte. In der Saison 1964/65 schoss er in der Liga 19 Tore und wurde auch Schweizer Torschützenkönig. Im Europapokal der Pokalsieger erzielte er im selben Jahr sechs Tore für Lausanne und war somit auch dort bester Torschütze. Nach seiner Zeit in Lausanne war er noch zwei Jahre bei Neuchâtel Xamax aktiv.
Kerkhoffs starb am 19. Oktober 2021 im Alter von 85 Jahren.

## Nationalmannschaft
Kerkhoffs bestritt zwischen 1960 und 1965 insgesamt fünf Länderspiele für die Niederländische Fußballnationalmannschaft. Zum ersten Mal wechselte ihn Bondscoach Elek Schwartz auf einer Mittelamerikareise der Oranje Elftal am 26. Juni 1960 in Mexiko-Stadt im Spiel gegen Mexiko ein, das die Niederländer 1:3 verloren. Auf derselben Reise folgte ein 20-Minuten-Einsatz in Willemstad gegen die Niederländischen Antillen (0:0) und ein komplettes Spiel in und gegen Suriname (4:3). Fast zwei Jahre später, im Mai 1962, machte er sein zweites komplettes Spiel; im Osloer Ullevaal-Stadion gegen Norwegen verloren die Niederländer 1:2. Seinen letzten Einsatz, ebenfalls über 90 Minuten, hatte Kerkhoffs wiederum fast drei Jahre später am 7. April 1965 unter Trainer Denis Neville. In der WM-Qualifikation gab es in De Kuip ein 0:0-Unentschieden gegen Nordirland.